# Дженк Уйгур
Дженк Кадир Уйгур (на английски: Cenk Kadir Uygur) е американски журналист, политически коментатор и активист от турски произход. Той е главният водещ на либерално-прогресивисткото предаване The Young Turks (TYT) и съосновател на продуцентската компания TYT Networks. Работил е като адвокат във Вашингтон и Ню Йорк и като политически коментатор в MSNBC и Current TV.

## Ранни години
Дженк Уйгур е роден на 21 март 1970 в Истанбул. На 8-годишна възраст емигрира заедно с родителите си в САЩ. Прекарва детството си в Ийст Бранзуик, Ню Джърси и завършва средното си образование в местната гимназия. Възпитан е като мюсюлманин, но по-късно става агностик, като понякога се определя и като атеист. Завършва мениджмънт в Пенсилванския университет и Право в Колумбйския университет. Първите му участия в радиопредавания са във вашингтонското радио WWCR и бостънското WRKO.

## Политически възгледи
В ранните си години Уйгур изразява консервативни политически и социални възгледи. В статия, публикувана в университетския вестник на Пенсилванския университет, критикува позитивната дискриминация, феминизма и правото на аборт. В други статии отрича арменския геноцид, защитава смъртното наказание и отхвърля държавните регулации върху финансовия сектор.
По-късно възгледите му еволюират към силно либерални и днес той защитава правото на аборт, правото на осиновяване на деца от хомосексуални двойки, либерализация на марихуаната и регулацията във финансовия сектор. Отрича смъртното наказание, използването на мъчения при разпити и критикува консервативното израелско правителство на Бенямин Нетаняху. Уйгур смята, че религиите са изградени върху митове, и се използват за противопоставяне на хората.
Уйгур е един от най-изявените поддръжници на кандидата за президент на САЩ Бърни Сандърс.

## Кариера

### The Young Turks
Уйгур създава токшоуто The Young Turks през февруари 2002. То бързо става популярно и започва излъчване по Sirius Satellite Radio. Каналът на шоуто в Youtube има над 1 милиард посещения и над 5 милиона абонати. През 2011 Current TV обявява, че ще включи The Young Turks в седмичната си програма и го излъчва до август 2013 когато е закупена от Ал Джазира

### MSNBC
От октомври 2010 Уйгур е един от авторите на политически коментари в MSNBC, а от януари 2011 има регулярно предаване там. Работата му с телевизионния канал приключва през юни 2011, след като отказва да бъде преместен в друго предаване. В интервю за CNN заявява, че истинската причина за отстраняването му са критиките, които отправя към американски политици.

## Семейство и личен живот
Уйгур е възпитан като мюсюлманин, но днес се определя като „ревностен агностик“. Женен е за семейната консултантка Уенди Ланг Уйгур и има син и дъщеря с нея. Фен е на истанбулския футболен отбор Фенербахче.